# Michael Bunting
Michael Bunting (* 17. September 1995 in Scarborough, Ontario) ist ein kanadischer Eishockeyspieler, der seit März 2025 bei den Nashville Predators in der National Hockey League unter Vertrag steht. Zuvor verbrachte der Flügelstürmer sechs Jahre in der Organisation der Arizona Coyotes, spielte zwei Jahre für die Toronto Maple Leafs und war kurzzeitig für die Carolina Hurricanes und Pittsburgh Penguins aktiv. Mit der kanadischen Nationalmannschaft gewann er bei der Weltmeisterschaft 2021 die Goldmedaille.

## Karriere
Michael Bunting spielte in seiner Jugend unter anderem für die Don Mills Flyers aus seiner Heimat, dem Großraum Toronto. Zur Saison 2013/14 wechselte er in die Ontario Hockey League (OHL), die ranghöchste Juniorenliga seiner Heimatprovinz, und lief dort fortan für die Sault Ste. Marie Greyhounds auf. In seiner Debütsaison verzeichnete der Flügelstürmer 42 Scorerpunkte in 48 Partien und wurde anschließend im NHL Entry Draft 2014 an 117. Position von den Arizona Coyotes ausgewählt. Vorerst kehrte er jedoch für ein weiteres Jahr in die OHL zurück, wo er seine persönliche Statistik auf 74 Punkte in 57 Partien steigerte. Im Juli 2015 unterzeichnete der Kanadier einen Einstiegsvertrag bei den Coyotes und wechselte somit in deren Organisation.
Dort wurde Bunting vorerst in den entsprechenden Farmteams eingesetzt, den Rapid City Rush aus der ECHL sowie den Springfield Falcons aus der American Hockey League (AHL). Mit Beginn der Spielzeit 2016/17 wurde der AHL-Kooperationspartner nach Tucson verlegt, wo er somit fortan für die Roadrunners auflief und seine persönliche Statistik sukzessive steigerte. Im Dezember 2018 kam der Angreifer daher zu seinem Debüt für die Coyotes in der National Hockey League (NHL), dem bis zum Saisonende vier weitere Einsätze folgen sollten. Weiterhin gehörte er jedoch überwiegend dem Kader der Roadrunners an, für die er in der Saison 2019/20 in 58 AHL-Partien 49 Punkte verzeichnete. Erst in der Spielzeit 2020/21 gelang es ihm, sich über längere Zeit im Aufgebot der Coyotes zu etablieren, wo er in 21 Einsätzen mit zehn Toren überzeugte. Im Sommer 2021 jedoch wurde sein auslaufender Vertrag nicht verlängert, sodass er sich im Juli 2021 als Free Agent den Toronto Maple Leafs anschloss und dort einen Zweijahresvertrag unterzeichnete. Dort beendete er seine erste komplette NHL-Saison mit 63 Punkten aus 79 Partien. Infolgedessen wurde er im NHL All-Rookie Team berücksichtigt und auch für die Calder Memorial Trophy (mit Trevor Zegras und Moritz Seider) nominiert, die letztlich jedoch Seider erhielt.
Nach zwei Jahren bei den Maple Leafs wechselte Bunting im Juli 2023, abermals als Free Agent, zu den Carolina Hurricanes. Dort erhielt er einen Dreijahresvertrag mit einem durchschnittlichen Jahresgehalt von 4,5 Millionen US-Dollar. Bereits im März 2024 allerdings wurde er samt Ville Koivunen, Cruz Lucius, Wassili Ponomarjow sowie einem jeweils konditionalen Erstrunden- und Fünftrunden-Wahlrecht für den NHL Entry Draft 2024 an die Pittsburgh Penguins abgegeben. Im Gegenzug erhielt Carolina Jake Guentzel und Ty Smith. Aus dem Erstrunden-Wahlrecht wird eines für die zweite Runde, falls Carolina nicht das Stanley-Cup-Finale der anstehenden Playoffs erreicht, während das Fünftrunden-Wahlrecht nur fällig wird, falls Carolina den Stanley Cup gewinnt.
Nach einem Jahr in Pittsburgh transferierten ihn die Penguins im März 2025 samt einem Viertrunden-Wahlrecht im NHL Entry Draft 2026 zu den Nashville Predators und erhielten im Gegenzug Luke Schenn und Thomas Novak.

### International
Ohne zuvor in einer Juniorennationalmannschaft berücksichtigt worden zu sein, gehörte Bunting bei der Weltmeisterschaft 2021 in Lettland zum Kader der A-Nationalmannschaft seines Heimatlandes, kam dort in allen zehn Partien des Turniers zum Einsatz und gewann mit dem Team prompt den Weltmeistertitel. Drei Jahre später gehörte er bei der Weltmeisterschaft 2024 ebenfalls zum kanadischen Aufgebot, das das Turnier in Tschechien auf dem vierten Rang abschloss.

## Erfolge und Auszeichnungen
- 2019 Teilnahme am AHL All-Star Classic
- 2021 Goldmedaille bei der Weltmeisterschaft
- 2022 NHL All-Rookie Team

## Karrierestatistik
Stand: Ende der Saison 2024/25

### International
Vertrat Kanada bei: 
- Weltmeisterschaft 2021
- Weltmeisterschaft 2024

(Legende zur Spielerstatistik: Sp oder GP = absolvierte Spiele; T oder G = erzielte Tore; V oder A = erzielte Assists; Pkt oder Pts = erzielte Scorerpunkte; SM oder PIM = erhaltene Strafminuten; +/− = Plus/Minus-Bilanz; PP = erzielte Überzahltore; SH = erzielte Unterzahltore; GW = erzielte Siegtore; 1 Play-downs/Relegation; Kursiv: Statistik nicht vollständig)